# 牛郎織女

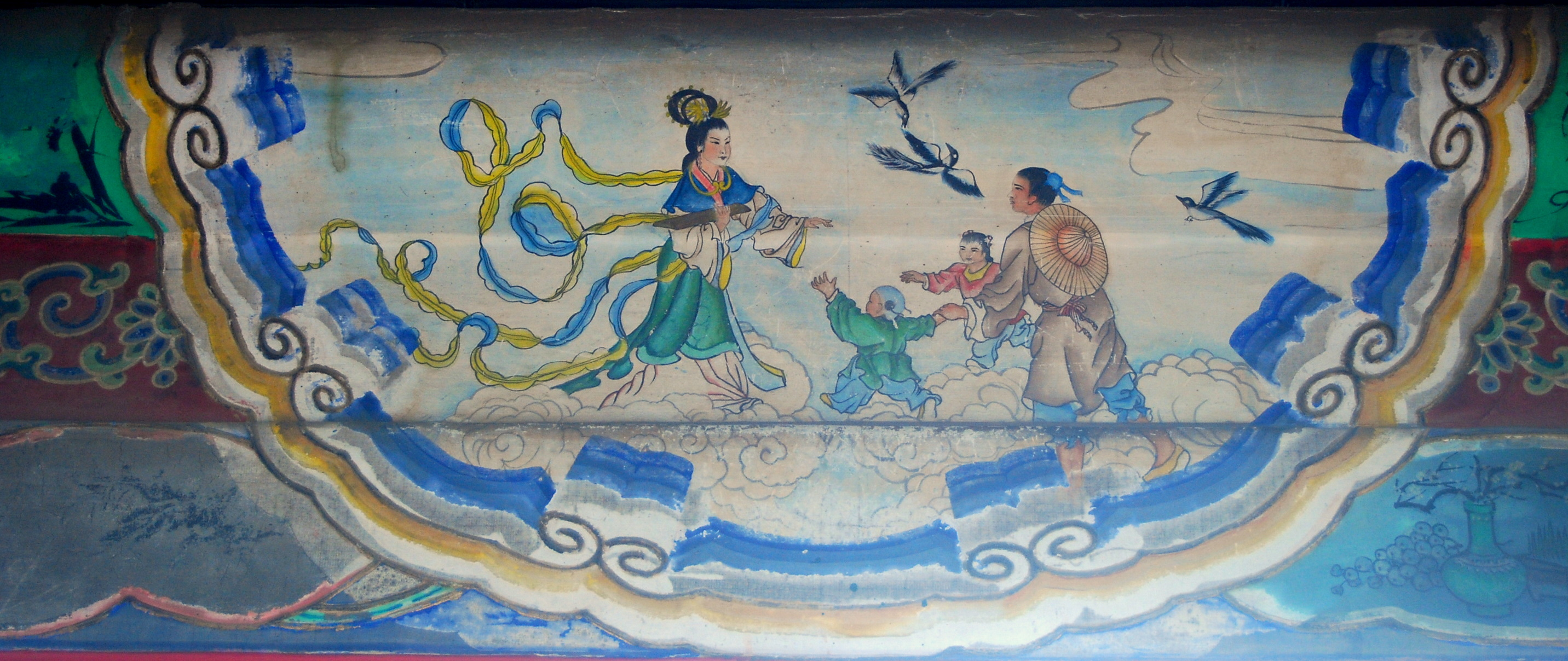
頤和園の長廊の彩絵（北京市）

『牛郎織女』（ぎゅうろうしょくじょ）は、中国の神話伝説であり、漢族の民話の一つとされている。

## 概要
牽牛織女の伝説は後漢以降の文献に見える。『淮南子』俶真訓に「織女」の名が見え、班固『西都賦』には「左牽牛而右織女、似雲漢之無涯」という。
唐末の韓鄂『歳華紀麗』に引く後漢末の応劭『風俗通』逸文には「織女は七夕の日にカササギを橋として河を渡らなければならない」といっている。
明の馮応京著『月令広義・七月令』の引く梁の殷芸『小説』には更に詳しく記されており、河東に住む天帝の娘である織女（織姫）が河西の牽牛郎（牛飼い、彦星）に嫁ぐことを許したが、嫁いだ後に機織りをやめたことで天帝の怒りを買い、河東に戻ることを強要、1年に1度だけ会うことを許した、と記されている。

## 現代まで伝承された物語
『牛郎織女』の物語の中で有名なものに京劇などで演じられる『天河配』がある。
天の川の東岸に暮らした織女は、人と神の恋情を禁じた天の女帝・王母娘娘（おうぼにゃんにゃん）の外孫女。朝から晩まで「天梭」を使い、「天衣」と呼ばれた雲錦を織っていた。ある日、姉妹たち（七仙女と同一視された）と共に人間界の河（碧蓮池）の辺に降り来たりて水浴をした。人間界の青年である牽牛郎が飼い牛（金牛星の化身）の助言によって、河の辺で水浴びをしている天女の紫色の羽衣（あるいは桃色の羽衣）を盗んだ（一説には織女を見かけて一目惚れした牽牛郎は、彼女の羽衣を盗んで隠された）。羽衣を失った織女が天界へ帰れないので地上に残って、最終的には牽牛郎の求婚を受け入れ、一人の男の子と一人の女の子を生んで、男が耕し、女が機織りをする幸福な生活を送っていた。
しかし、幸福な生活は長く続かず、天上から消え失せた織女を探していた王母娘娘は、織女と人間の男の結婚を知って怒り、「天兵」（天にある軍隊）を遣わして、天界の戒律に違反した織女を捕らえて天に連れ帰る。牽牛郎が天に昇る道もなく困っていると、飼い牛が「私が死んだ後、私の皮で靴を作って、その靴を履けば天界に上ることができる」と告げた。飼い牛が死んだ後、牽牛郎は飼い牛の言うとおりにして、牛の皮で作った靴を履き、子供たちを連れて天界に上り織女を探した。これに怒った王母娘娘は、牽牛郎が自らの外孫婿であることを認めず、容姿を隠した七人の天女のうちで織女を選んで会うことを許した条件を出した。牽牛郎は王母娘娘からの難題に困り果てていたが、子供たちは母親を見出した。王母娘娘は、織女を再び人間界に戻すことに反対し、織女を天牢に閉じ込めるよう部下に命じた。織女を追いかけていた牽牛郎が、織女のところに到着しようとした際、残忍な王母娘娘は突然頭から金簪を抜いて一振りすると、天の川で輝く大波を引き起こし、牽牛郎と織女は両岸に分け隔てられている。のちに王母娘娘によって毎年七月七日だけカササギが橋を架けて、牽牛郎に橋を渡って織女に会うことが許されていた。それは、古代封建制における恋愛と結婚の不自由を反映している。

## 「古詩十九首」其十「迢迢牽牛星」
| 迢迢牽牛星 | 迢迢牽牛星             | 迢迢牽牛星                             |
| 原文       | 書き下し文             | 通釈                                   |
| ---------- | ---------------------- | -------------------------------------- |
| 迢迢牽牛星 | 迢迢たる牽牛の星       | 遙かなる牽牛の星                       |
| 皎皎河漢女 | 皎皎たる河漢の女       | 白く輝く天の河の女                     |
| 繊繊擢素手 | 繊繊として 素手を擢げ  | ほっそりと白い手をあげ                 |
| 扎扎弄機杼 | 扎扎として 機杼を弄ぶ  | サッサッと機織りの杼を操る             |
| 終日不成章 | 終日 章を成さず        | 一日かけても模様は織りあがらず         |
| 泣涕零如雨 | 泣涕 零ちて雨の如し    | 涙は雨のごとく流れ落ちる               |
| 河漢清且淺 | 河漢は清くかつ浅し     | 天の河は清らかでしかも浅い             |
| 相去復幾許 | 相い去ること復た幾許ぞ | 二人の距離もいったいどれほどのものか   |
| 盈盈一水間 | 盈盈たる 一水の間あり  | 端麗な織女は一筋の河に隔てられ         |
| 脈脈不得語 | 脈脈として語るを得ず   | 言葉を交わせずじっと見つめているばかり |

## 関連ドラマと映画
- 牛郎織女 (映画)
- 牛郎織女 (テレビドラマ)
- 牛郎織女 (香港テレビドラマ)